# Villa romana di Capo Castello
La villa romana di Capo Castello, posta sopra un promontorio all'estremità nordorientale dell'isola d'Elba nei pressi della frazione geografica di Cavo (Rio), è strutturata con ambienti digradanti verso il mare realizzati in opus reticulatum e contraddistinta da tre complessi a sé stanti: la casa di abitazione padronale sul Capo Castello, un'appendice sul Capo di Mattea e una cisterna sul Colle del Lentisco. La datazione del complesso è databile tra l'ultimo quarto del I secolo a.C. e la metà del II secolo.
Tra i materiali rinvenuti, esposti presso il Museo archeologico di Portoferraio, si annoverano una lastra decorativa in terracotta con gorgoneion, una piccola scultura in bronzo, un capitello frammentario con foglie d'acanto e girali contrapposti, lucerne frammentarie, bolli laterizi insieme a pavimentazioni in mosaico (opus sectile) a losanghe in marmo cipollino e palombino.